# Mike Lambert
Michael Allen „Mike“ Lambert (* 14. April 1974  in Kāneʻohe, Hawaii) ist ein ehemaliger US-amerikanischer Volleyball- und Beachvolleyballspieler. Er nahm zweimal an Olympischen Spielen teil.

## Karriere
Mike Lambert spielte Hallenvolleyball bei den Cardinals an der Stanford University und von 1995 bis 2000 in der US-amerikanischen Nationalmannschaft. Für vier Jahre spielte er auch in der italienischen Liga bei Pallavolo Piacenza. Er nahm 1996 an den Olympischen Spielen in Atlanta sowie 2000 an den Olympischen Spielen in Sydney teil, wo er aber jeweils schon nach der Vorrunde ausschied. Danach wechselte er zum Beachvolleyball und spielte von 2001 bis 2008 auf der AVP Tour, wo er 2004 mit Charles Kiraly seine erfolgreichste Saison hatte. Mike Lambert war „Most Valuable Player 2004“, „Best offensive Player 2004“ sowie „Team of the Year 2004“ mit Karch Kiraly. Mit Stein Metzger spielte er 2006 und 2007 auch international. Lambert/Metzger wurden AVP „Team of the Year 2006“ und landeten 2007 bei der Weltmeisterschaft in Gstaad auf Platz 17.

## Privates
Mike Lambert ist mit der Italienerin Deborah verheiratet. Die beiden leben in Costa Mesa (Kalifornien) und haben eine Tochter und einen Sohn.